# Caligus callyodoni
Caligus callyodoni is een eenoogkreeftjessoort uit de familie van de Caligidae. De wetenschappelijke naam van de soort is voor het eerst geldig gepubliceerd in 1986 door Prabha & Pillai.